# Agora (Smyrne)
Pour les articles homonymes, voir Agora (homonymie).
 (septembre 2014).
L’agora de Smyrne, dite « agora romaine », est le principal site archéologique en cours de fouille de l’antique cité de Smyrne, l’actuelle Izmir, en Turquie. Elle fut refondée par Lysimaque puis Séleucos Ier au IIIe siècle av. J.-C.
Le site occupe une aire carrée d'environ 160 mètres de côté, dont seule la partie nord a été dégagée.

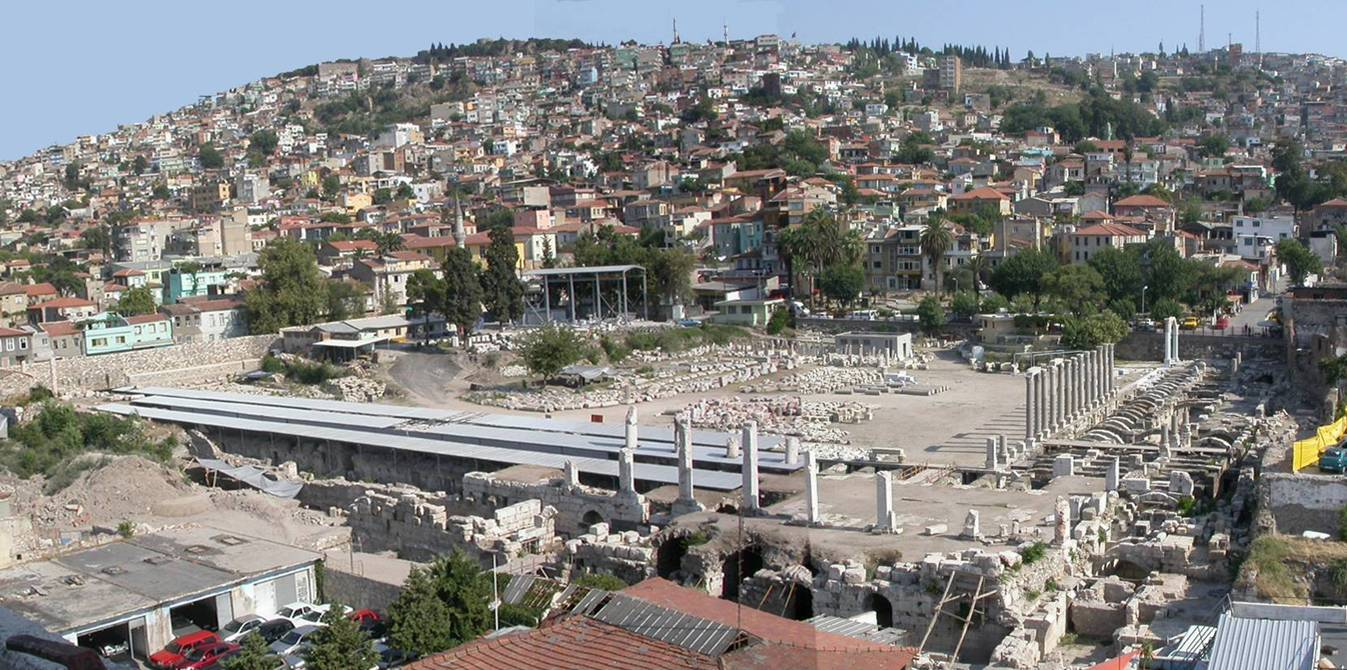
Vue générale de l'Agora depuis le nord (état 2003).

## Historique des recherches
L'agora est identifiée par le voyageur Charles Texier en 1835, qui reconnaît dans les quelques vestiges alors visibles une grande place bordée par des portiques.
Mais la véritable exploitation scientifique commence en 1932 avec les fouilles menées par le directeur du musée archéologique d'Izmir, Selahattin Bey (plus tard Selahattin Kantar). Ces fouilles entraînent la démolition du cimetière historique qui occupait cette zone depuis la fin de l'antiquité.
Avec l'aide de l'archéologue autrichien Franz Miltner puis de l'architecte allemand Rudolf Naumann, Selahattin Kantar publie les résultats des fouilles entre 1934 et 1950.
Les travaux sont repris en 1996-97 puis entre 2002 et 2005 sous l'autorité des directeurs du musée archéologique. Depuis 2007, les fouilles sont dirigées par le professeur Akin Ersoy, de l'Université du 9 septembre.
Ces fouilles sont financées par la Mairie du Grand Izmir et la Chambre de Commerce d'Izmir.

## Connaissances archéologiques

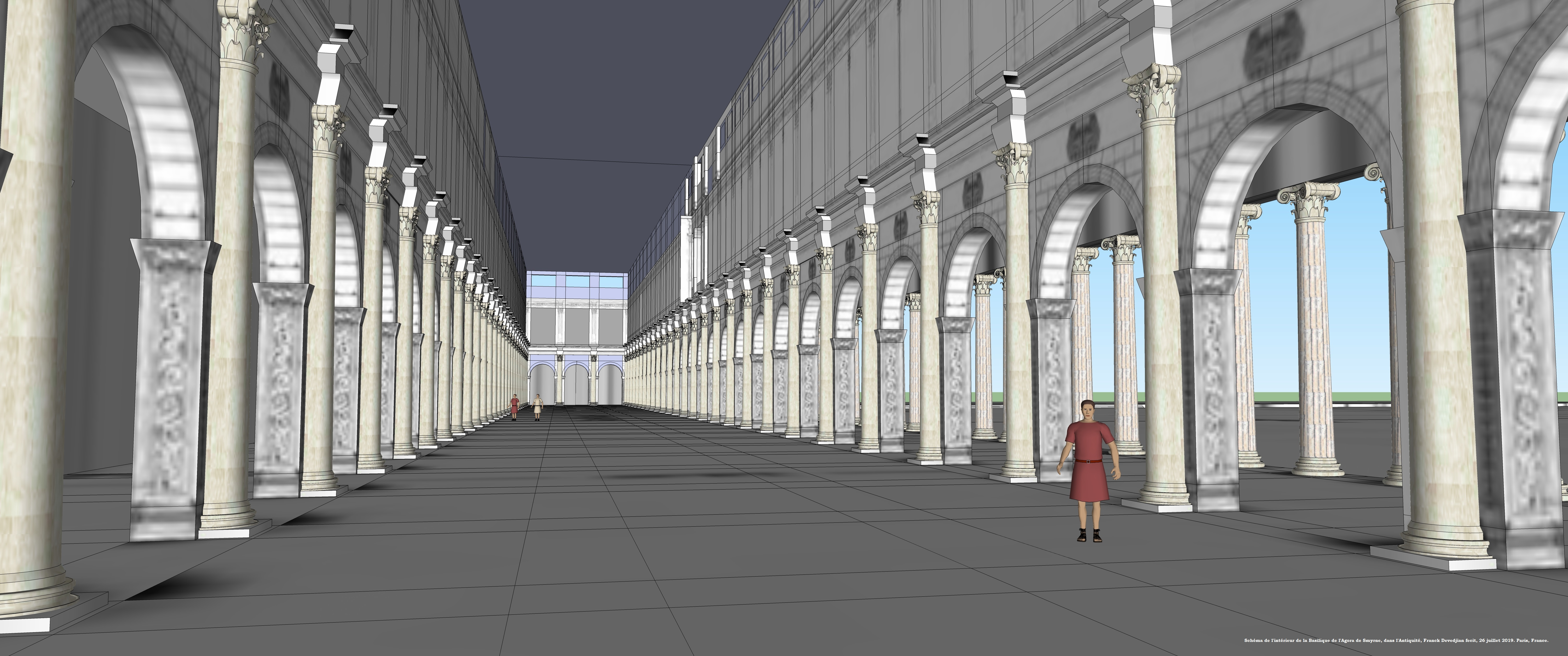
Schéma de l'intérieur de la Basilique de l'Agora de Smyrne, dans l'Antiquité.

L'agora se présentait sous la forme d'une grande place carrée de 120 mètres de côté bordée par une grande basilique au nord et des portiques à l'Est et à l'Ouest.
La zone sud, non fouillée, était probablement occupée par un ou plusieurs temples, selon un schéma répandu dans les forums romains.
Les substructions, renforcées par des séries d'arcs diaphragmes parallèles, sont encore bien conservées. Le plan général se rapproche beaucoup de celui de l'Agora de Thessalonique, ville avec laquelle Smyrne partage de nombreuses caractéristiques.

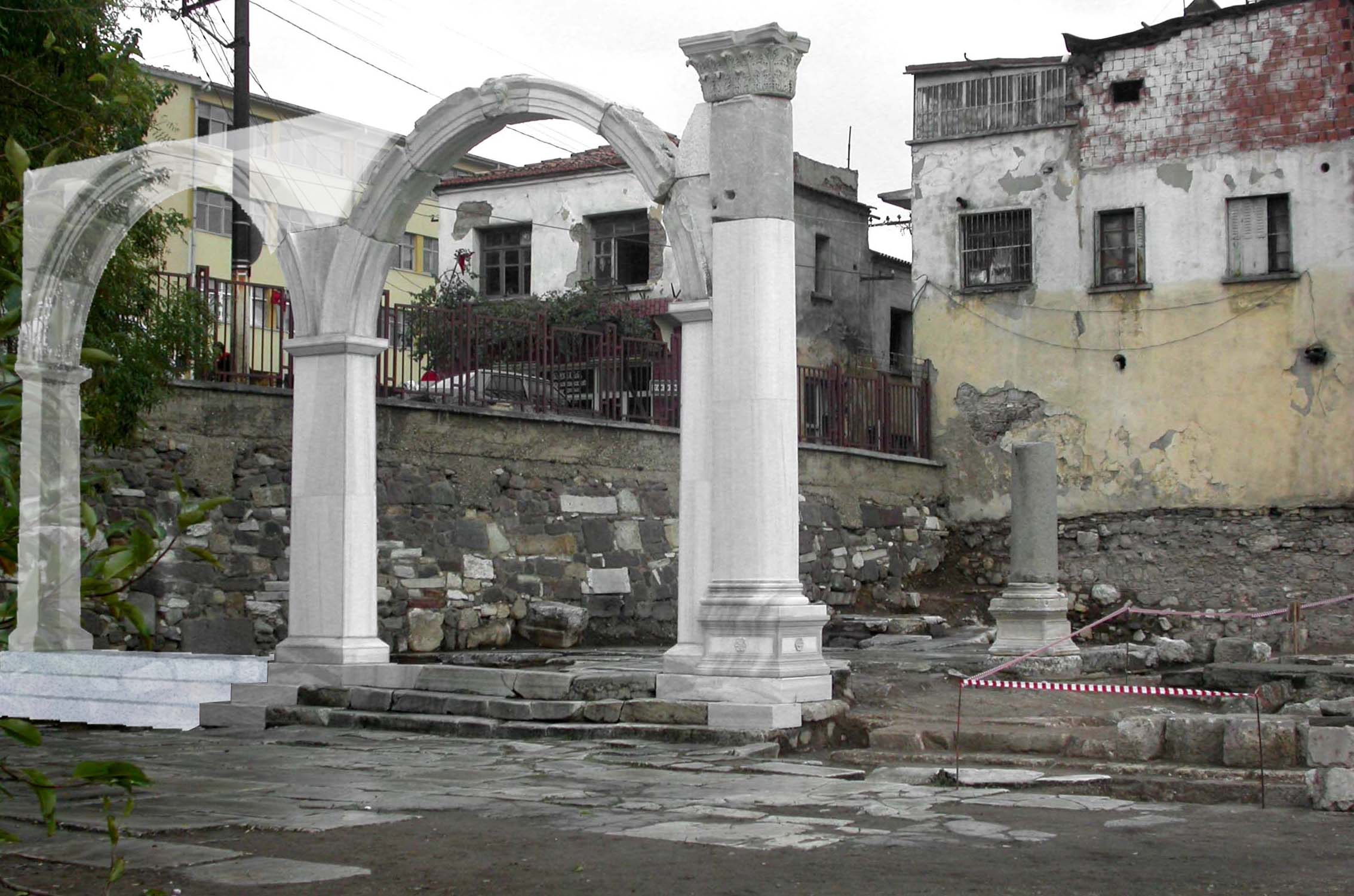
Porte de Faustine reconstruite en 2004

La porte occidentale dite "porte de Faustine" marque le débouché d'une rue traversant la place d'Est en Ouest. C'était une porte double dont la moitié droite a été reconstruite en 2004.
L'agora est connue pour avoir été le lieu du procès du martyr chrétien Pionios au IIIe siècle.
Parmi les nombreuses trouvailles exhumées lors des fouilles, citons le célèbre bas-relief représentant Poséidon et Amphitrite, exposé au nouveau musée archéologique de Kültürpark.
Les travaux les plus récents ont mis au jour des centaines de graffitis couvrant la moitié de l'étage semi-enterré de la basilique. Cet ensemble de graffiti, l'un des plus importants dans l'antiquité après Pompéi, est en cours de restauration.
Par ses dimensions, l'agora de Smyrne est une des plus grandes agoras ou forum connus du monde antique. La basilique est la plus vaste après celles de Trajan à Rome et celle de Hiérapolis.
L'agora fut probablement détruite, puis reconstruite, lors du tremblement de terre de 178 ap. J.-C. Le portrait qui orne la porte Ouest est certainement celui de l'impératrice Faustine la Jeune, épouse de Marc-Aurèle, empereur réputé pour avoir aidé à la reconstruction de la ville.